# Herminia lutalba
Herminia lutalba là một loài bướm đêm trong họ Noctuidae.